# الحركة الشعبية الوطنية
الحركة الشعبية الوطنية (بالفنلندية: Isänmaallinen kansanliike)‏ كانت حزبًا سياسيًا فنلنديًا قوميًا ومناهضًا للشيوعية. كانت خليفة حركة لابوا المحظورة سابقًا. تأسس الحزب من عام 1932 واستمر حتى عام 1944، وكان له أيديولوجية مشابهة لسابقه، إلا أنه شارك في الانتخابات بنجاح محدود.

## التاريخ

### التشكيل
تأسس آي كاي إل في مؤتمر عُقد في 5 يونيو 1932 استمرارًا لحركة لابوا. كان الأعضاء المؤسسون الثلاثة الرئيسيون هم هيرمان جوميروس وفيلهو أنالا وإركي رايكونن. كان زعيم لابوا، فيهتوري كوسولا، مسجونًا لدوره في تمرد مانتسالا وقت التأسيس، لكن القيادة بقيت له ولقيادات متمردة أخرى بارزة، لا سيما أنالا وبرونو سالميالا اللذان لعبا دورًا في تأسيس آي كاي إل.

### الهيكل
من الناحية الأيديولوجية، كان حزب آي كاي إل قوميًا ومعاديًا للشيوعية، وأيد سياسة خارجية عدوانية ضد الاتحاد السوفيتي والضغينة تجاه اللغة السويدية. كان إنشاء فنلندا الكبرى هدفًا مهمًا للحزب، وكان العديد من قادته قساوسة أو مشاركين في حركة التقوية البوهيانمية التي تدعى هيرانايسيسيس (حركة اليقظة). كان هدفه الواضح أن يكون الضمير المسيحي الأخلاقي للبرلمان. كان هناك تيار نشط أكثر تشددًا أيضًا، محوره برونو سالميالا.
كان الزيّ الرسمي للحزب عبارة عن قميص أسود مع ربطة عنق زرقاء، مستوحى من الفاشيين الإيطاليين، وأيضًا من حركة هيرانايسيسيس التي كان لها تقليد ارتداء الملابس السوداء. كان الأعضاء يحيون بعضهم بعضًا بالتحية الرومانية.
كان للحزب منظمة شبابية خاصة به تسمى سينيموستات (الزرق والسود)، وكان أعضاؤها مدربين على القتال. كانت تحت قيادة الياس سيموجوكي، وهو قس ذو شخصية جذابة. حُظرت منظمة سينيموستات في عام 1936 (لكن الأعضاء أعادوا تنظيم أنفسهم على الفور تحت اسم موستابيدات، أي «القمصان السوداء»).
حصد الحزب دعمه الرئيسي من المزارعين الأثرياء والطبقة الوسطى المتعلمة والموظفين الحكوميين ورجال الدين اللوثريين وطلاب الجامعات. من الناحية الجغرافية، حصل حزب آي كاي إل على أكبر حصة من الأصوات في بلديات بوهيانما الجنوبية مثل كورتاني ولابوا وإيلماجوكي.

### العلاقة بالسياسة السائدة
شارك حزب أي كاي إل في الانتخابات البرلمانية. في عام 1933، تم تجميع قائمة الحزب الانتخابية مع حزب الائتلاف الوطني (كوكوموس)، وحصل على 14 مقعدًا من أصل 200 مقعد. انهار حزب كوكوموس من 42 حتى 18 مقعد. بعد الانهيار، انتُخب يوهو كوستي بآسيكيفي رئيسًا لحزب كوكوموس. حوّل حزبه ليمثل مصالح الشركات الكبيرة، وبذلك لم يكن مهتمًا بتكتيكات العمل المباشر التي اتبعها حزب آي كاي إل، مستبعدًا بذلك أكثر المتعاطفين مع آي كاي إل من الحزب.
خضع الحزب لرقابة متزايدة من الحكومة ولقانونين يهدفان إلى وقف تقدمها. في عام 1934، صدر قانون يسمح بقمع الدعاية التي تسيء إلى الحكومة أو الدستور واستخدم هذا القانون ضد الحركة، وفي العام التالي صدر قانون يحظر الزي السياسي والمنظمات الخاصة التي ترتدي الزي الرسمي، ما أثر بشكل خطير وبشكل خاص على حركة سينيموستات.
احتفظ حزب آي كاي إل بمقاعده الأربعة عشر في انتخابات عام 1936، ولكنه ضعف بسبب الفوز الساحق الذي حققه الائتلاف الاشتراكي الديمقراطي الزراعي بقيادة رئيس الوزراء أيمو كارلو كاجاندر الذي حل في ربيع عام 1937 محل حكومة الأقلية الوسطية برئاسة كووستي كاليو، والتي حلت بدورها محل حكومة الأقلية اليمينية الضيقة برئاسة تويفو ميكايل كيفيماكي. سرعان ما تحركت الحكومة الجديدة القوية ضد آي كاي إل في أواخر عام 1938، إذ رفع أورهو ككونن، الذي كان وزير الداخلية آنذاك، دعوى قضائية ضد الحركة في أواخر عام 1938. لم تجد المحاكم أسبابًا كافية لحظر الحزب. رغم ذلك، أثر الازدهار الذي شهدته حكومة كاجاندر على آي كاي إل، وفي انتخابات عام 1939، لم تحصد الحركة سوى ثمانية مقاعد. كان ككونن أحد اثنين من المعارضين الحكوميين البارزين لحزب آي كاي إل اللذين أصبحا فيما بعد رئيسين لفنلندا، والآخر هو يوهو كوستي بآسيكيفي.
وفقًا للمحاضر أندريه سوانستروم، كان حزب آي كاي إل الحزب الأكثر شعبية بين مجندي قوات فافين إس إس الفنلندية.

### السنوات الأخيرة
اعتبرت حرب الشتاء، وخاصةً معاهدة سلام موسكو، من قبل حزب آي كاي إل والمتعاطفين معه الدليل القاطع على فشل السياسة الخارجية للحكومة البرلمانية. خلال السنة التي تلت حرب الشتاء، تغيرت سياسة فنلندا الخارجية بشكل جذري لتتوافق مع سياسة حزب آي كاي إل، حتى أن أنالا ضُمّ إلى مجلس الوزراء في يناير 1941، إذ كانت جميع أحزاب البرلمان ممثلة في البرلمان باستثناء حزب واحد. كان ثمن هذه البادرة نهاية هجمات حزب آي كاي إل على النظام، وبذلك نهاية فعلية للسبب الذي أكسبه الدعم. بعد أن خمد الحماس الأولي لحرب الاستمرار في عام 1941 خلال الشتاء الأول، لم يُدرج حزب آي كاي إل في حكومة إدوين لينكوميس في ربيع عام 1943.
في أعقاب حرب الاستمرار، حُظر حزب آي كاي إل، بإصرار من الاتحاد السوفيتي، بعد أربعة أيام من توقيع الهدنة بين فنلندا والاتحاد السوفيتي في 19 سبتمبر 1944.
يعود الاختصار «آي كاي إل» إلى الساحة السياسية اليمينية المتطرفة في عام 1993 مع تأسيس حركة إيسانمالينين كانساليس-ليتو على يد ماتي يارفيهارجو. تلاشت الحركة الجديدة بحلول عام 1998.